# W53S
W53S（だぶりゅーごーさんえす）は、ソニー・エリクソン・モバイルコミュニケーションズ（現：ソニーモバイルコミュニケーションズ）が日本国内向けに開発した、auブランドを展開するKDDIおよび沖縄セルラー電話の携帯電話である。

## 特徴
同社の日本向け端末であり、実質的にはW51Sの後継モデルである。しかし、大きな変更点として+JOG（プラスジョグ）の搭載がある。ジョグダイヤルの搭載は、2005年7月のA1404S II以来であるので、約2年、CDMA 1X WINとしてはW21Sから約3年ぶりとなる。
また、本機には人気ゲームシリーズ「メタルギアソリッド」の携帯向けタイトル（メタルギアソリッド モバイル）の体験版がプリインストールされている。また、W43Sと同様に、Style-Upパネルを着せ替えることにより外装を変えることができる。本機では100色のパネルに加えメタルギアオリジナルバージョンのパネルも発売予定。
なおW31Sから、W32SとW41Sを除く全機種に搭載されてきたM.S.オーディオは、搭載されていない。そのため、ATRACの再生は不可能である。
au向けを含む日本国内の大手の携帯電話のキャリア向けとしては、この機種以降にメモリースティックDuo/PRO Duo対応機種は発売されていない。
本製品は、仕様上、時計設定が2019年12月31日までしか対応していない為、2020年になると2000年0月0日になってしまう。

## 沿革
- 2007年5月22日 KDDIから発表。
- 2007年10月4日 順次発売。

## 対応サービス
- au Smart Sports（アプリのダウンロードが必要）
- 着うたフル
- EZ待ちうた
- EZ FeliCa
- EZチャンネルプラス
- EZナビウォーク
- EZ助手席ナビ
- 安心ナビ
- 災害時ナビ
- 緊急通報位置通知
- EZチャンネル
- au LISTEN MOBILE SERVICE（ビデオクリップ対応）
- 赤外線通信
- EZケータイアレンジ
- EZアプリ (BREW)（オープンアプリプレイヤー対応）
- PCサイトビューアー
- デコレーションメール
- 絵しゃべりメール
- ラッピングメール
- Touch Message
- Hello Messenger（本サービス対応の端末としては最後の採用となった）

## 不具合
2007年10月19日に以下の不具合の修正がケータイアップデートにより行われた。
- EZムービー、ムービー、着うた、着うたフル、ビデオクリップ、およびEZチャンネルを再生した場合、全てのキー操作が出来なくなることがある

2008年9月9日に以下の不具合の修正がケータイアップデートにより行われた。
- Eメールの自動受信ができない、もしくは、Cメールの受信・音声着信ができない場合がある
- プレフィックス設定をした場合、Cメール送信に失敗する場合がある

- サブディスプレイに表示されるアニメーションを算数に設定した際、ランダムに表示される計算式の中で、7^3（7の3乗）の回答が343と表示されるべきところが323と表示される。
- サブディスプレイの待受画面に表示される時計を「Digital1(12h)」にすると、0時（午前0時）台が0:xxAM、12時（午後0時）台が12:xxAMと表示される。（他の12時間表示では、正しくそれぞれ12:xxAM、12:xxPMと表示される）

## その他
テレビCMなどは前機種ウォークマンケータイW52S同様、女優の沢尻エリカを起用。「あなたを彩る100のケータイ篇」として沢尻エリカがいろいろなキャラクターを演じる100変化をして、100種類もの「Style-upパネル」があることを強調している。撮影には10日間かかったという。